# Billy Campbell
Billy Oliver Campbell (Charlottesville, 7 juli 1959) is een Amerikaans acteur.

## Biografie
Campbell doorliep de high school in Crozet (Virginia). Zijn ouders scheidden toen hij twee was.
Campbell is een liefhebber van rugby en was daarin ook actief in diverse clubs.

## Filmografie

### Films
Uitgezonderd korte films.
- 2025 I Know What You Did Last Summer - als Grant Spencer
- 2022 Kampen om Narvik - als  Britse consul George L.D. Gibbs
- 2014 Operation Rogue - als militaire verslaggever
- 2014 Delirium – als Thomas Fineman
- 2014 Red Knot – als kapitein Emerson
- 2014 The Scribbler – als Sinclair
- 2014 Lizzie Borden Took an Ax – als Andrew Jennings
- 2013 Cooperhead – als Abner Beech
- 2013 Killing Lincoln – als Abraham Lincoln
- 2012 The Disappeared - las Mannie
- 2012 Fat Kid Rules the World - als mr. Billings
- 2010 Almost Kings – als Ron
- 2009 Revolution – als Tom Hart
- 2008 Ghost Town – als Richard
- 2008 The Circuit – als Al Shines
- 2003 The Stranger Beside Me – als Ted Bundy
- 2003 Gods and Generals – als majoor generaal George Pickett
- 2002 Enough – als Mitch Hiller
- 2001 Further Tales of the City – als dr. John Philip Fielding
- 2001 The Rising Place – als Streete Wilder
- 2000 In the Beginning – als Moses
- 1998 Max Q – als Clay Jarvis
- 1998 Monday After the Miracle – als John Macy
- 1998 The Brylcreem Boys – als Miles Keogh
- 1997 Last Chance Love – als Robert
- 1997 The Second Jungle Book: Mowgli & Baloo – als Harrison
- 1997 Menno's Mind – als Menno
- 1997 Automatic Avenue – als ??
- 1996 The Cold Equations – als John Barton
- 1996 Lover's Knot – als Steve Hunter
- 1995 Out There – als Delbert Mosley
- 1995 Under the Hula Moon – als Marvin
- 1993 Gettysburg – als luitenant Pitzer
- 1993 The Night We Never Met – als Shep
- 1992 Bram Stoker's Dracula – als Quincy P. Morris
- 1991 The Rocketeer – als Cliff Secord / The Rocketeer
- 1990 Checkered Flag – als Tommy Trehearn
- 1986 Shattered If Your Kid's on Drugs – als ??
- 1985 First Steps – als Dwayne
- 1982 How Sleep the Brave – als Strickner

### Televisieseries
Uitgezonderd eenmalige gastrollen.
- 2021 - 2023 Something Undone - als pastor Cape - 5 afl.
- 2019 - 2020 The Rocketeer - als Dave Secord / The Rocketeer (stemmen) - 9 afl.
- 2017 - 2020 Cardinal - als John Cardinal - 24 afl.
- 2017 Modus - als Dale Tyler - 8 afl.
- 2014 - 2015 Helix - SyFy Serie – als dr. Alan Farragut – 26 afl.
- 2011 – 2014 The Killing – als Darren Richmond – 27 afl.
- 2010 Melrose Place – als Ben Brinkley – 3 afl.
- 2009 Meteor – als rechercheur Jack Crowe – 2 afl.
- 2007 – 2008 Shark – als Wayne Callison – 3 afl.
- 2004 – 2007 The 4400 – als Jordan Collier – 26 afl.
- 1993 – 2006 Moon Over Miami – als Walter Tatum – 12 afl.
- 2005 The O.C. – als Carter Buckley – 7 afl.
- 1999 – 2002 Once and Again – als Rick Sammler – 63 afl.
- 1998 More Tales of the City – als dr. John Philip Fielding – 4 afl.
- 1986 – 1988 Crime Story – als Joey Indelli – 28 afl.
- 1984 – 1985 Dynasty – als Luke Fuller – 19 afl.